# Terras de Bouro
Terras de Bouro es un municipio de Portugal situado en el distrito de Braga. Según el censo de 2021, tiene una población de 6358 habitantes.
Tiene un área de 277.46 km² y está subdividido en catorce freguesias.
El municipio limita al norte con el municipio de Ponte da Barca y con España, al este con Montalegre, al sur con Vieira do Minho, al suroeste con Amares y al oeste con Vila Verde.
Hasta 2005, el municipio de Terras de Bouro tenía la particularidad de no tener su sede en una localidad con el mismo nombre que el municipio en su conjunto, como es la regla en Portugal: la sede estaba ubicada en Vila de Covas, en Moimenta. Por ley de enero de 2005, esta originalidad terminó y el pueblo pasó a llamarse Vila de Terras de Bouro. 

## Demografía
| Gráfica de evolución demográfica de Terras de Bouro entre 1864 y 2021 |
|                                                                       |
| Datos según el nomenclátor publicado por el INE portugués.            |

## Organización territorial
El municipio de Terras de Bouro está formado por catorce freguesias:
- Balança
- Campo do Gerês
- Carvalheira
- Chamoim e Vilar
- Chorense e Monte
- Cibões e Brufe
- Covide
- Gondoriz
- Moimenta
- Ribeira
- Rio Caldo
- Souto
- Valdosende
- Vilar da Veiga